# 第9回ジャパンカップ
第9回ジャパンカップ（だい9かいジャパンカップ）は、1989年11月26日に東京競馬場で施行された競馬競走である。ホーリックスがオグリキャップとの接戦を制し、当時の芝コース2400mの世界最高タイムである2分22秒2で優勝した。年齢は全て旧表記にて表記。

## レース施行前の状況
ヨーロッパ調教馬は凱旋門賞の勝ち馬キャロルハウスとオイロパ賞勝ち馬のイブンベイが出走を表明。ただ、キャロルハウスは吉田善哉が凱旋門賞後に購入しており、日本での種牡馬導入が決まっていた。アサティスもイタリアのGIとは言え、ジョッキークラブ大賞の勝ち馬であるが、こちらも原田亨に購入され日本での種牡馬導入が決まっていた。また前述の2頭と同様に種牡馬として日本に輸入され、後にセイウンスカイを出す事となったシェリフズスターや、ロワイヤルオーク賞の勝ち馬トップサンライズも出走を表明していた。
アメリカ合衆国からは2400mの世界レコードホルダーホークスターが出走を表明。また前年の勝ち馬ペイザバトラーもこの年はGI2着が1回あるだけだったが出走を表明した。
オセアニアからはニュージーランドの名牝ホーリックスが体調を崩していたという直前情報もあったが、前走でGIを勝って来日してきた。
日本からは第100回天皇賞（秋）を優勝したスーパークリーク、第99回天皇賞（春）と第30回宝塚記念を優勝したイナリワン、第6回マイルチャンピオンシップを優勝したオグリキャップの、いわゆる平成三強、そのマイルチャンピオンシップでオグリキャップに惜敗したバンブーメモリー、宝塚記念でイナリワンに惜敗したフレッシュボイス、さらには南関東の三冠馬ロジータなど、8頭が出走を表明した。このうちオグリキャップとバンブーメモリーは連闘での出走であり、トップクラスの競走馬が2つのG1を連闘するという、近年の中央競馬ではあまり例のないローテーションが物議をかもした。とりわけオグリキャップは当時絶大な人気を誇り、実績的にも2つのG1いずれにおいても有力視されるのは確実であったこと、約2カ月で5戦目という過密なローテーションであったことから、論議の対象はおもにオグリキャップ陣営に対するものであった（詳しくはオグリキャップ#1989年のローテーションを参照）。

## 出走馬
天候：晴、芝：良
※施行条件についてはジャパンカップも参照。
出走頭数：15頭
| 枠番 | 馬番 | 競走馬名         | 調教国           | 性別/馬齢 | 負担重量 | 騎手           | 調教師         | 人気 |
| ---- | ---- | ---------------- | ---------------- | --------- | -------- | -------------- | -------------- | ---- |
| 1    | 1    | トップサンライズ | フランス         | 牡5       | 57kg     | F.ヘッド       | A.ファーブル   | 10   |
| 2    | 2    | ホーリックス     | ニュージーランド | 牝7       | 55kg     | L.A.オサリバン | D.J.オサリバン | 9    |
| 2    | 3    | オグリキャップ   | 日本             | 牡5       | 57kg     | 南井克巳       | 瀬戸口勉       | 2    |
| 3    | 4    | イブンベイ       | イギリス         | 牡6       | 57kg     | R.クィン       | P.コール       | 4    |
| 3    | 5    | バンブーメモリー | 日本             | 牡5       | 57kg     | 松永昌博       | 武邦彦         | 13   |
| 4    | 6    | スーパークリーク | 日本             | 牡5       | 57kg     | 武豊           | 伊藤修司       | 1    |
| 4    | 7    | ランニングフリー | 日本             | 牡7       | 57kg     | 菅原泰夫       | 本郷一彦       | 15   |
| 5    | 8    | ホークスター     | アメリカ合衆国   | 牡4       | 55kg     | R.ベーズ       | R.マッカナリー | 3    |
| 5    | 9    | キリパワー       | 日本             | 牡5       | 57kg     | 柴田善臣       | 清水利章       | 11   |
| 6    | 10   | フレッシュボイス | 日本             | 牡7       | 57kg     | 的場均         | 境直行         | 14   |
| 6    | 11   | キャロルハウス   | イギリス         | 牡5       | 57kg     | M.キネーン     | M.ジャービス   | 7    |
| 7    | 12   | イナリワン       | 日本             | 牡6       | 57kg     | 柴田政人       | 鈴木清         | 8    |
| 7    | 13   | ロジータ         | 日本             | 牝4       | 53kg     | 野崎武司       | 福島幸三郎     | 12   |
| 8    | 14   | ペイザバトラー   | アメリカ合衆国   | 牡5       | 57kg     | C.マッキャロン | R.フランケル   | 6    |
| 8    | 15   | アサティス       | イギリス         | 牡5       | 57kg     | R.コクレーン   | G.ハーウッド   | 5    |

## レース結果

### レース展開
レースは、日本の観客の大歓声におびえて暴走気味に逃げたイブンベイにホークスターが競りかけて行った事から、1800mおよび2200mの地点を当時の日本レコードを上回るタイムで走破と言う非常に早いペースで推移した。
馬群は2400mのレースとは思えないほど縦にばらけた状態で最終直線に入り、残りゴールまで400mの地点で道中3番手で追走していたホーリックスが先頭に立つと、オグリキャップが4番手から猛追。最後はホーリックスがオグリキャップをアタマ差だけ押さえ優勝した。
優勝タイムの2分22秒2は当時の日本レコード且つ世界レコードであった。このタイムは、2002年に東京競馬場が改装に着手するまで12年以上、コースレコードとして君臨し続けたため、競馬新聞などのコースレコード欄に長く記載された。そのため、実際のレースを見たことがなくてもホーリックスの名を知っているファンが多い。
このようなハイペースで推移した競走の場合、通常は後方の馬が追い込んでくることが多いが、イブンベイらが生み出した驚異的なハイペースのためか、後方の馬は追い込みが効かず、道中6番手以下で掲示板に乗った(5着以内)のは10番手から3着に突っ込んできた前年度優勝馬のペイザバトラーだけで、他の待機策をとった馬は逃げて6着に沈んだイブンベイにすら遅れを取る結果となった。

### レース着順
| 着順 | 枠番 | 馬番 | 競走馬名         | タイム | 着差      |
| ---- | ---- | ---- | ---------------- | ------ | --------- |
| 1    | 2    | 2    | ホーリックス     | 2.22.2 |           |
| 2    | 2    | 3    | オグリキャップ   | 2.22.2 | クビ      |
| 3    | 8    | 14   | ペイザバトラー   | 2.22.7 | 3馬身     |
| 4    | 4    | 6    | スーパークリーク | 2.22.7 | クビ      |
| 5    | 5    | 8    | ホークスター     | 2.22.9 | 1馬身     |
| 6    | 3    | 4    | イブンベイ       | 2.23.2 | 2馬身     |
| 7    | 4    | 7    | ランニングフリー | 2.23.3 | クビ      |
| 8    | 5    | 9    | キリパワー       | 2.23.5 | 1馬身     |
| 9    | 6    | 10   | フレッシュボイス | 2.23.5 | ハナ      |
| 10   | 1    | 1    | トップサンライズ | 2.23.5 | ハナ      |
| 11   | 7    | 12   | イナリワン       | 2.23.8 | 2馬身     |
| 12   | 8    | 15   | アサティス       | 2.24.0 | 1馬身     |
| 13   | 3    | 5    | バンブーメモリー | 2.24.1 | 1 1/2馬身 |
| 14   | 6    | 11   | キャロルハウス   | 2.24.9 | 4         |
| 15   | 7    | 13   | ロジータ         | 2.26.9 | 大差      |

- ラップ

13.0-11.1-11.5-11.4-11.5-12-12-11.6-11.7-12.2-11.9-12.3
13.0-24.1-35.6-47.0-58.5-70.5-82.5-94.1-105.8-118.0-129.9-142.2

### 払戻
| 単勝式   | 2   | 1990円 |
| 複勝式   | 2   | 590円  |
| 複勝式   | 3   | 210円  |
| 複勝式   | 14  | 260円  |
| 連勝複式 | 2-2 | 6760円 |

## エピソード
最下位15着で入線したのは牝馬ロジータだったが、同馬の走破時計2分26秒9は、ジャパンカップと同じ会場・距離のレースで､当時4歳（現3歳）だったロジータと同年馬が出走する「東京優駿」「優駿牝馬」のこの年の勝ちタイムを大きく上回るものだった。
ブービー14着だったキャロルハウスのタイム2分24秒9は、この時点でのジャパンカップのレコードタイムと同じである。つまりロジータ、キャロルハウス以外の参加馬は全てレコードタイムを上回る速さでゴールした事になる。また、第25回大会でアルカセット・ハーツクライが破るまでは3-6着のタイムを上回る競走馬も出現しなかった。
このレースレコードは第25回で破られるまで16年間も保持されており、レコード保持の期間としては同レース史上最長となっている（2024年現在、次点でアルカセットの13年間）。従来のレースレコードを2.5秒も上回っており、これは更新幅としては同レース史上最大となっている（2024年現在、次点でアーモンドアイの1.3秒）。また、牝馬が東京2400mのGⅠでこのタイムを破るのも、2018年のアーモンドアイまで29年間現れなかった